# Trinity College (Dublin)
 For alternative betydninger, se Trinity College. (Se også artikler, som begynder med Trinity College)
Trinity College er det eneste kollegium, der er tilknyttet University of Dublin i Dublin i Irland. Det ligger ligger i Dublins centrum og blev grundlagt i 1592 sammen med universitetet af dronning Elizabeth 1. af England. 
Universitetsområdet på sammenlagt 190.000 kvadratmeter består af en række nyere og ældre bygninger, pladser, sportsbaner og boliger for omkring 700 studerende. Det omfatter også Irlands Nationalbibliotek, Library of Trinity College med den enestående Book of Kells, en rigt illustreret bog fra omkring år 800 e. Kr. med de fire evangelier fra det Nye Testamente.
Samtidig med at Trinity College fungerer som kollegium og en del af universitetet, er det et yndet turistmål med nationalbiblioteket, fine eksempler på arkitektur fra 1700- og 1800-tallet og parker med skulpturer.